# Цаллагова, Эмма Борисовна
Эмма Борисовна Цаллагова (31 января 1949, Владикавказ, Северо-Осетинская АССР — 5 января 2020) — поэтесса, переводчик. Кандидат педагогических наук.

## Биография
Эмма Борисовна Цаллагова родилась 31 января 1949 года во Владикавказе Северо-Осетинской АССР. Окончила филологический факультет Северо-Осетинского государственного университета (1971). После окончания ВУЗа, в 1971 году, по распределению приехала в Туву. Работала учителем русского языка и литературы в школах сел: Берт-Даг, Кызыл-Даг, Шекпээр, преподавателем кафедры литературы Кызылского Государственного института. В 1995 г. в Институте национальных проблем образования Министерства РФ защитила кандидатскую диссертацию «Формирование гуманитарной культуры старшеклассников национальной школы в процессе изучения античной литературы (на материале факультативного курса в тувинской школе)».

## Творчество
Литературной деятельностью начала заниматься с 1966 года. Ее стихи печатались в республиканских газетах и альманахах Северной Осетии. В Туве опубликовались на страницах республиканских газет, в журнале «Улуг-Хем». Книга стихов «Мелодии для летящей птицы» вышла в 1998 г. в Кызыле. Основу лирики составляют психология женских переживаний и мотивы разлуки. Была членом Союза писателей России, отличником народного образования Российской Федерации.